# 六谷部
六谷部（960年—1016年），又称六谷蕃众、六谷蕃部，是北宋初年存在于河西的一个吐蕃人部落联盟。其居住在凉州（今甘肃武威）附近以阳妃谷为主的六个山谷，故得名六谷部。

## 背景（吐蕃王朝的瓦解）
842年，吐蕃赞普朗达玛给僧人杀死，两位王子为争夺王位而大战，各地军政长官也各自自立。到了860年代时，为吐蕃长期占据的陇右河西以及吐蕃本部腹心都发生了大规模的奴隶平民起义，政权被推翻瓦解，甚至历代赞普的陵寝都被挖掘破坏，而吐蕃王室后裔后来向西逃亡到今日阿里地区建立了数个小政权，较知名的有古格王朝等。
由于起义者本身鱼龙混杂，且派系众多，并未能形成统一和团结的力量，起义高潮过后，原吐蕃帝国辖域为各地的豪强割据，甚至有数百家之多。这种四分五裂的局面持续了近四百年，一直到13世纪初才得以缓慢改变，而不久之后，崛起蒙古人开始了扩张历史。
吐蕃本部的奴隶起义军号称“邦金洛”，首领是韦·科协列登，靠近汉族政权统治区的甘肃、青海、四川一带的起义军则自称“嗢末”，《新唐书》称之为吐蕃“奴部”，他们多为吐蕃豪室从征时随带的奴仆及河陇地区陷没的唐人，主要活动区域在居甘、肃、瓜、沙、河、渭、岷、廓、叠、宕等州。嗢末后来主要分为两支，一支被剑南节度使高骈招募，首领鲁褥月率所部进驻大渡河流域，协防南诏，另一支则迁徙到以凉州为主的河西各州。
沙州敦煌归义军起义首领张议潮曾给朝廷上奏说：“嗢末百姓本是河西陇右陷没子将（孙），国家弃掷不收，变成部落。”而且早前陇右河西是唐朝与吐蕃的边界，吐蕃驻扎了许多吐蕃人军队，再加上这些业已吐蕃化的平民，导致黄河以西的吐蕃势力十分可观。
后梁开平二年（908年），嗢末派人到后梁进贡，其首领杜论悉加、杜论心被封为左领军卫将军同正，苏论乞禄为右领军卫将军同正，之后因为分裂成许多部族聚落，嗢末之名遂不见记载。

## 五代十国时期
五代时期，凉州地区主要由张议潮收复河西后，朝廷所派驻的2500名珲州军队的后裔控制者，当时自称凉州（或西凉府）留后，凉州节度使。五代之际向朝廷请奏不断，朝廷则授予河西节度使的称号。终五代之际，凉州城以及城外若干里均是汉人军户屯垦区，之外则是各异族杂居。当地军户留后上奏时自述仅有汉人数百户，汉人少而异族多，控制权慢慢转移到当地部落豪族手里。后汉隐帝时，首次由土豪折逋嘉施担任节度使。折捕嘉施虽然曾向朝廷请命派遣官员节度，但仅仅维持一年有余而不得不逃奔，之后不再向朝廷奏请。

## 北宋时期
北宋建国后，凉州吐蕃（河西吐蕃）逐渐形成了以阳妃谷为主的六个山谷的蕃部，后来称为六谷部。
六谷部首领经历出自折逋氏的折逋葛支、折逋阿喻丹、折逋喻龙波、折逋游龙钵等人后，潘罗支被推举为六谷部大首领，而宋朝则于咸平四年（1001年）授予其为“朔方节度”、“凉州防御使兼灵州西面都巡检使”。
北宋景德元年（1004年），党项首领李继迁攻击凉州，潘罗支集结六谷部及邻近的龙族反击，并且杀死了李继迁。不久后潘罗支也被杀，由他的弟弟厮铎督继任为六谷部大首领。

## 最后覆灭
北宋景德元年（1004年）一月，党项首领李继迁被潘罗支诈降杀死，其子李德明即位，六月，李德明发兵攻打凉州，杀死潘罗支报仇。景德四年（1007年）以及大中祥符四年（1011年），李德明两次派兵进攻凉州，均未能得手。1016年，本为六谷部友军的甘州回鹘突然杀入凉州，打散了六谷部势力。宋明道元年（1032年）九月，李德明命儿子李元昊率军征讨，终于打败回鹘，把凉州纳入西夏版图。在此之前，李元昊于宋天圣六年（1028年）还夺取了回鹘所据的重镇甘州（今甘肃张掖）和瓜州（今甘肃安西）。几度失败的六谷部余部纷纷逃亡到青海境内的湟水流域，依附新兴的唃厮啰政权。

## 宋蕃关系
五代宋初，以定难军为首的党项逐渐显露独立倾向，威胁陕西腹心，处于党项背后的六谷部因此而发挥出重要的战略军事意义，宋朝为此破例赐予大量弓箭和兵器，加强六谷部的力量以牵制党项的活动。当六谷部爆发瘟疫时，宋朝也曾赠送名贵药材等76种。
凉州产良马，是宋朝军马的重要供给地，六谷部向宋朝或朝贡或贩卖战马，每次达数千匹之多，而宋朝则以彩缯和茶叶交换。

## 历任首领
- 折逋葛支
- 折逋阿喻丹
- 折逋喻龙波
- 折逋游龙钵
- 潘罗支
- 厮铎督